# Nippiliphus crurifragius
Espèce
Nippiliphus crurifragius est une espèce de coléoptères de la famille des Staphylinidae et de la sous-famille des Pselaphinae.

## Répartition et habitat
Cette espèce est décrite des Philippines.